# Sturt
Sturt är en del av en befolkad plats i Australien. Den ligger i kommunen Marion och delstaten South Australia, omkring 11 kilometer sydväst om delstatshuvudstaden Adelaide. Antalet invånare är 2 022.
Runt Sturt är det ganska tätbefolkat, med 222 invånare per kvadratkilometer.. Närmaste större samhälle är Adelaide, omkring 11 kilometer nordost om Sturt.
I omgivningarna runt Sturt växer huvudsakligen savannskog. Genomsnittlig årsnederbörd är 729 millimeter. Den regnigaste månaden är juni, med i genomsnitt 133 mm nederbörd, och den torraste är december, med 21 mm nederbörd.